# Saint-Nicolas-d'Attez
 Saint-Nicolas-d'Attez  là một xã của tỉnh Eure, thuộc vùng Normandie, miền bắc nước Pháp.